# Madonna del cancelliere Rolin
La Madonna del Cancelliere Rolin è un dipinto olio su tavola (66x62 cm) di Jan van Eyck, databile al 1435 circa e conservata nel Museo del Louvre a Parigi.

## Storia dell’opera
L'opera venne dipinta per il cancelliere di Borgogna e di Brabante Nicolas Rolin (ritratto nel dipinto), importante consigliere del Duca di Borgogna dal 1422. Alcuni mettono in relazione il dipinto con l'elezione del figlio del cancelliere, Jean Rolin, come vescovo di Autun nel 1436: a questo potrebbe far riferimento la rappresentazione della cattedrale nello sfondo.
La pala venne conservata nella cappella della sua famiglia nella chiesa di Notre-Dame-du-Chastel ad Autun, finché la chiesa non venne distrutta nel 1793. Dopo essere stata ospitata per un certo tempo nella cattedrale di Autun, l'opera approdò, nel 1805, al Louvre.
Anticamente il dipinto aveva una cornice lignea poi perduta; secondo descrizioni antiche vi si trovavano delle iscrizioni dipinte che sembravano intagliate, come esistenti in altri dipinti di van Eyck, quali ad esempio il Ritratto di uomo con turbante rosso della National Gallery di Londra.
L'esame all'infrarosso ha rivelato alcuni pentimenti dell'artista rispetto al disegno originale sottostante. Per esempio Rolin aveva un grande borsellino attaccato alla cintura, che dovette poi essere considerato inappropriato. Il bambino guardava inizialmente a terra, come la Madonna, ma forse le due figure sacre dovettero apparire troppo distaccate, per cui venne cambiata l'espressione di Gesù.

## Descrizione e stile
La scena è un tipico dipinto devozionale, con il committente che prega in ginocchio le figure sacre della Madonna e del Bambino, il quale risponde benedicendo. A destra si trova un angelo che incorona la Vergine con una sontuosa corona.
Ciascun elemento, da quelli principali a quelli secondari e decorativi, è raffigurato con un'acutissima percezione visiva, con i dettagli rappresentati secondo i loro valori di materiale, di luce e di rapporto compositivo con l'ambiente. Si tratta di un elemento tipico della pittura fiamminga e nordica in generale, dove la luce opera in maniera "non selettiva", a differenza della più essenziale visione italiana. Ciò era dovuto a ragioni tecniche (la pittura a olio permetteva infatti un lavoro più accurato della tempera o dell'affresco), religiose e filosofiche. Nelle opere a soggetto religioso si cercava infatti di calare le divinità nel quotidiano, per permettere l'identificazione dei fedeli, e inoltre dovette avere peso anche la filosofia nominalistica, che sosteneva come la sostanza del reale ci pervenga dalla percezione dei singoli oggetti fisici.
In una visione tanto attenta al dettaglio ed ai più svariati oggetti, l'uomo non può essere il centro del mondo, come teorizzavano gli umanisti italiani, anzi è solo una parte del ricchissimo Universo, dove non tutto è riconducibile al principio ordinatore della razionalità. Se da una parte i gesti e le azioni dell'uomo non hanno quella forza culturale di fare "storia", dall'altra i singoli oggetti acquistano importanza nella raffigurazione, ottenendo una forte valenza simbolica che può essere letta a vari livelli.

### Ambientazione

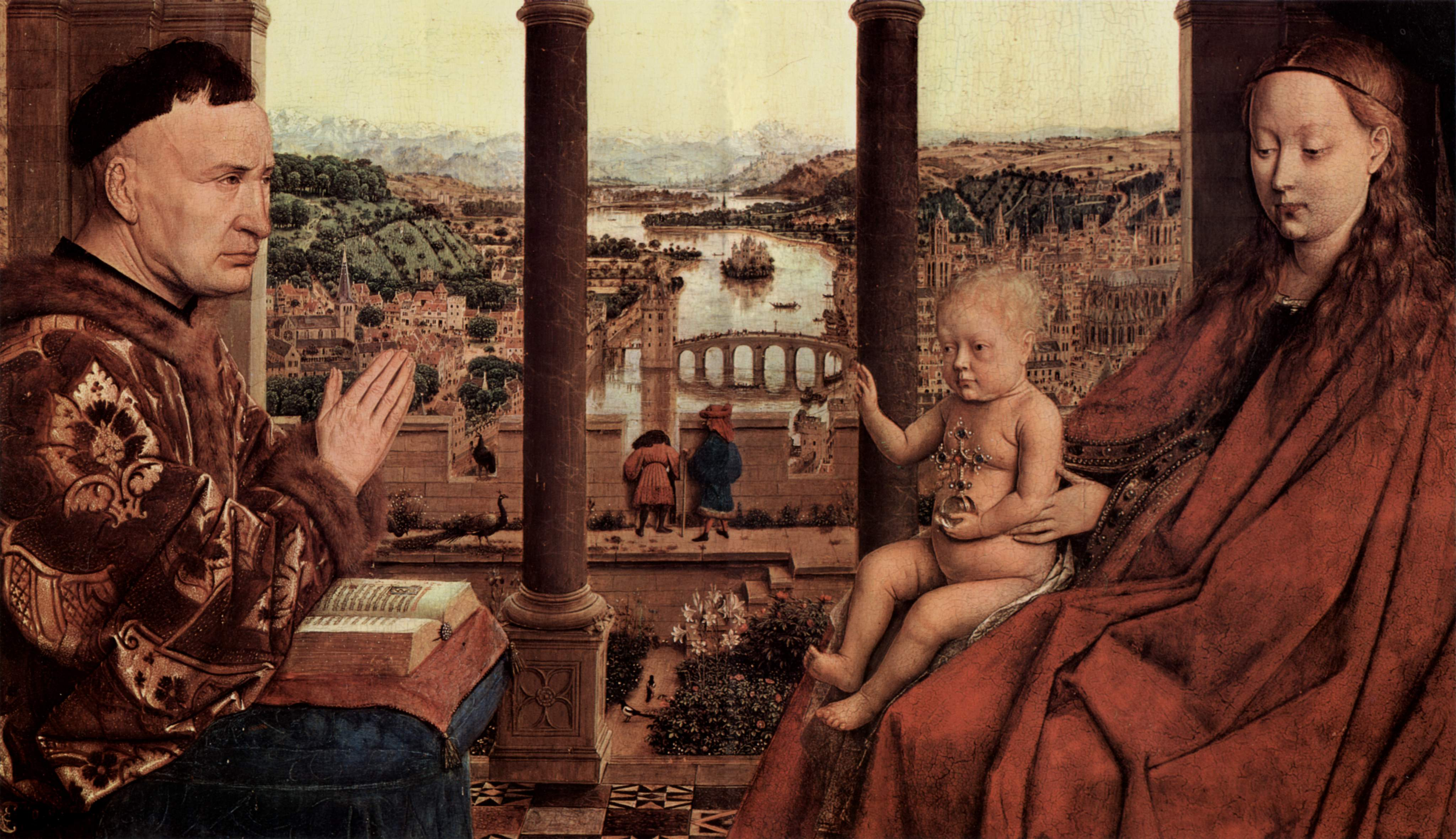
Dettaglio

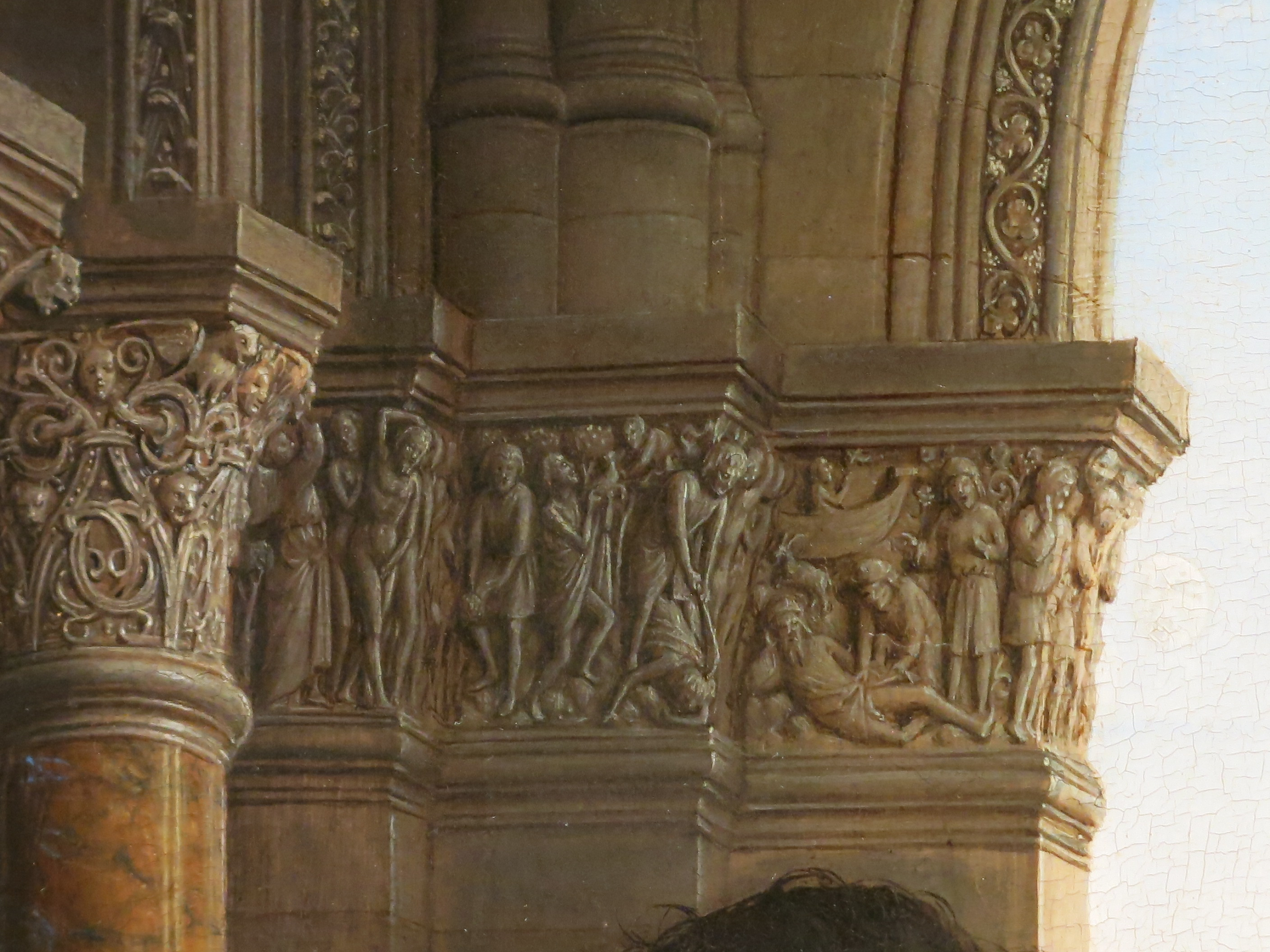
I bassorilievi

La scena è ambientata in un arioso loggiato; arricchito di decorazioni come colonne e bassorilievi, ed aperto attraverso una triplice arcata (richiamo alla Trinità) su una terrazza dalla quale si gode un amplissimo panorama su una città fluviale, tipica della zona (forse la stessa Autun), dove palazzi, chiese, campi e colline sono bagnati da una luce unitaria. Vi si riconoscono una cattedrale gotica, un ponte con torre, vari campanili e un'isoletta sul fiume. Il paesaggio è sfumato in lontananza, secondo le regole della prospettiva aerea che van Eyck dimostra di conoscere bene. Come in altri dipinti fiamminghi le colline in lontananza sono molto più alte di quelle che si possono effettivamente vedere nelle Fiandre, e ciò è dovuto essenzialmente a effetti di drammatizzazione della veduta.
La terrazza ospita un giardino recintato (hortus conclusus), simbolo della verginità di Maria, dove crescono vari fiori ciascuno col proprio significato simbolico: il giglio la purezza di Maria, le rose rosse il preannuncio della Passione di Gesù, ecc. Anche i pavoni che si vedono sono un simbolo antichissimo di immortalità, poiché si riteneva che le loro carni fossero immarcescibili, come eterna era la testimonianza cristiana. Le due gazze che insidiano il giardino invece sono simbolo della Vanitas.
Oltre il giardino si trova la terrazza vera e propria, con un parapetto merlato dove si affacciano due personaggi che indossano il capperone, un elaborato copricapo a metà strada tra un cappuccio e un turbante. Alcuni hanno ipotizzato che i due rappresentino van Eyck e un suo assistente, anche se la totale mancanza di riscontri o di caratteristiche soggettive nei due uomini rendono questa ipotesi non confermabile. Lo spazio tra merlo e merlo è riempito da soggetti interessanti, come una torre, i quali fanno sì che niente sia lasciato al caso.
Il loggiato è ricco di decorazioni rese con maestria: dalla lucidità dei marmi pregiati delle colonne, al complesso traforo dei capitelli, fino ai bassorilievi istoriati che riportano storie della Genesi (Espulsione di Adamo ed Eva, Uccisione di Abele, Ebbrezza di Noè) e che corredano lo schema religioso del dipinto con significati legati alle antiche Scritture e al loro avverarsi per la redenzione dell'umanità.
Le colonne dell'apertura poggiano su plinti e nelle basi hanno la curiosa rappresentazione di coniglietti schiacciati: alcuni hanno interpretato questo dettaglio come un riferimento alla punizione del peccato capitale della Lussuria, mentre sparsi per il dipinto sono stati trovati altri possibili richiami ai vizi capitali: Superbia, Invidia e Accidia nei bassorilievi di scene bibliche, Ira nelle testine leonine dei capitelli; Avarizia poteva essere simboleggiata dal borsellino di Rolin (che forse per questo venne cancellato), mentre non vi è traccia evidente di riferimento alla Gola, a parte una certa pinguedine di uno dei due personaggi sulla terrazza.
L'aula è rischiarata da più fonti di luce, tipiche di van Eyck, in modo da garantire un'illuminazione ideale ai vari particolari: innanzitutto la luce proviene dalle arcate e dalle due finestre laterali con vetri a fondo di bottiglia; inoltre proviene da davanti, illuminando i personaggi principali a beneficio dello spettatore.
La prospettiva non è esattamente geometrica come nelle opere italiane, come si evince bene dall'osservazione delle mattonelle del pavimento: solo una dozzina di mattonelle separano il gruppo dei protagonisti dalle arcate, ma essi sembrano molto più lontani, grazie all'ingrandimento delle loro proporzioni. Questo accorgimento ha anche come conseguenza l'effetto di far apparire l'ambiente più intimo e familiare.

### I protagonisti

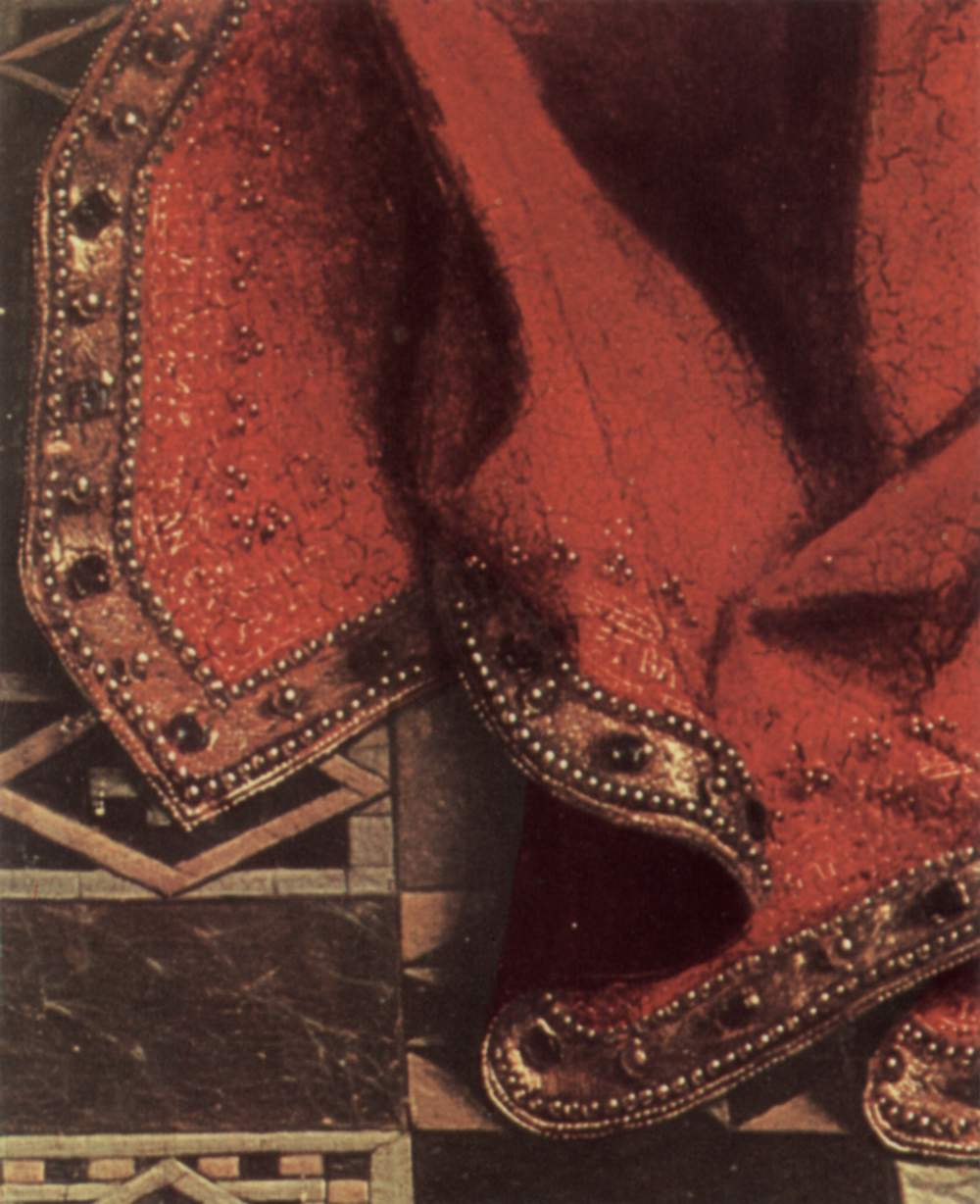
Il manto della Vergine

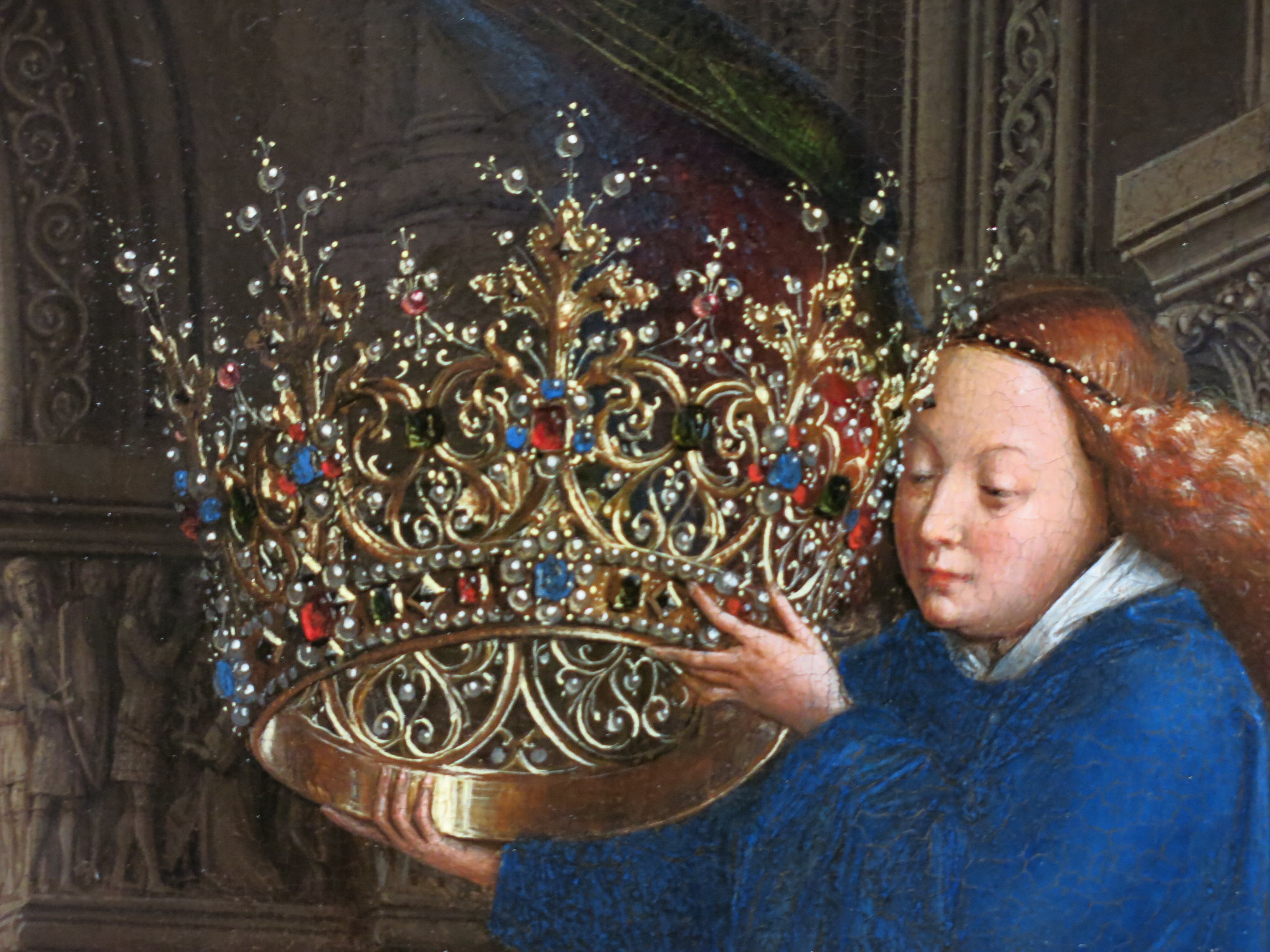
L'Angelo e la corona

Come in altri dipinti devozionali c'è una diversità di trattamento tra il realismo per gli esseri umani e la fine idealizzazione delle divinità. Molto moderno è l'uso di proporzioni identiche sia per il gruppo sacro che per il committente, un chiaro esempio di superamento degli schemi medievali che proprio in quegli anni aveva un corrispettivo in Italia con Masaccio.

#### Rolin
Il cancelliere, a sinistra, ha una posizione di devota preghiera, ma la sontuosità del suo abito e lo sguardo diretto verso la Madonna colgono la sicurezza personale e sociale del personaggio. La sua veste è composta da costosi broccati dorati, con bordi di pelliccia. La testa ha una marcata individuazione fisiognomica e grazie alle fini velature della pittura a olio il pittore poté raffigurare i più minuti dettagli dell'epidermide, dalla vena sulla tempia fino alla peluria rasata che rispunta sotto il mento. Le sue mani, altrettanto dettagliate, sono leggermente rimpicciolite. Egli si appoggia su uno sgabello coperto da un velluto verde, dove è poggiato un libro di preghiere miniato, altro oggetto di lusso che certifica il suo status.
La capacità di van Eyck di rendere la diversa consistenza dei materiali tramite diversi giochi di luce si coglie facilmente nei punti di contatto, come nel velluto che tocca le piastrelle del pavimento, o tra il broccato e l'orlo di pelliccia.

#### La Vergine col Bambino
La Vergine è avvolta da un pesante manto rosso che, come in altre opere di van Eyck, si increspa profondamente creando un sofisticato gioco di linee e chiaroscuro. La sua dimensione è debordante e nasconde il corpo della Vergine, proseguendo sul pavimento fino quasi a incombere sullo spettatore, che è così avvicinato dalla figura sacra. Il bordo è riccamente adornato da una fascia-gioiello, con perle e pietre preziosi, oltre a inserti dorati che la luce fa luccicare proprio come metallo prezioso.
Il Bambino ha le fattezze di un vero infante, con grande realismo nella descrizione delle tenere membra con le pieghette o nella sottile capigliatura bionda. Tiene in mano un globo con la croce rappresentato come un prezioso gioiello, che simboleggia il suo potere sulla Terra.
L'angelo che incorona la Vergine vola leggero e minuto, nonostante la pesante corona che regge: essa è raffigurata come il più prezioso capolavoro di oreficeria, minutamente cesellato e ricco di perle e pietre preziose.